# Koos Andriessen
Jacobus Eije (Koos) Andriessen (Rotterdam, 25 juli 1928 – Wassenaar, 22 januari 2019) was een Nederlands politicus. Hij was minister van Economische Zaken in de kabinetten Marijnen en Lubbers III. Hij vervulde tevens diverse bestuurlijke functies en was ondernemer, ambtenaar, werkgeversbestuurder, econoom, en hoogleraar. Hij was achtereenvolgens lid van de Christelijk-Historische Unie (CHU) en het Christen-Democratisch Appèl (CDA).

## Levensloop
Andriessen studeerde economie aan de Nederlandsche Economische Hoogeschool te Rotterdam en promoveerde in 1955 aan de Vrije Universiteit Amsterdam met het proefschrift "De ontwikkeling van de moderne prijstheorie".
Van 1955 tot 1959 vervulde hij diverse ambtelijke topfuncties op het ministerie van Economische Zaken, waarna hij tot 1963 hoogleraar economie aan de Universiteit van Amsterdam was. Hierna was hij twee jaar lang als het jongste lid van het kabinet-Marijnen belast met het ministerschap van Economische Zaken. Hij bond toentertijd de strijd aan met minister Joseph Luns van Buitenlandse Zaken over wie het wat de handelspolitiek betreft het voor het zeggen behoorde te hebben. Als minister was hij verantwoordelijk voor de oprichting van de Gasunie en de aanleg van het aardgasnet dat binnen een periode van 10 jaar alle Nederlandse huishoudens zou ontsluiten en de gasfabrieken in de steden overbodig zou maken.
In 1965 zette hij zijn carrière in het bedrijfsleven voort. Hij werd lid van de directie van Van Leer's Vatenfabrieken N.V., waar hij in 1980 werd benoemd tot voorzitter van het bestuur. Van 1988 tot 1989 was Andriessen voorzitter van het Nederlands Christelijk Werkgeversverbond (NCW).
In 1989 werd hij opnieuw minister van Economische Zaken. In het kabinet-Lubbers III was hij de oudste bewindspersoon. Als minister was Andriessen verantwoordelijk voor een nieuwe elektriciteitswet, bevorderde een verruiming van de openingstijd van winkels en deed een kaderwet het licht zien aangaande allerlei subsidiemogelijkheden voor het bedrijfsleven. Ook was hij samen met premier Ruud Lubbers de motor achter de zogeheten technoleaseconstructie, waarbij noodlijdende bedrijven als Fokker en Philips via een financieel-fiscale constructie werden geholpen.
In 1994 was hij daarnaast enkele maanden minister van Verkeer en Waterstaat vanwege de overstap naar het Europees Parlement van minister Hanja Maij-Weggen (eveneens CDA).
Na zijn ministeriële periode vervulde hij allerlei bestuursfuncties in het bedrijfsleven en de (semi)overheid. Hij was onder andere commissaris bij ING en voorzitter van Internet Society (ISOC) in Nederland. Hij zat verschillende commissies voor om de vervanging van koperkabels in de grond door glasvezel (de verglazing van Nederland) te helpen versnellen.
Andriessen schreef een aantal leerboeken voor het hoger economisch onderwijs, zoals De sociaal-economische besturing van Nederland en Economie in theorie en praktijk.

## Publicaties
- De ontwikkeling van de moderne prijstheorie, 1955 proefschrift
- De economische groei in Nederland. Een terugblik over de jaren 50 en enig perspectief voor de jaren 60, 1962
- Theorie van de economische politiek, samen met M.A.G. van Meerhaeghe : een systematisch overzicht met bijdragen van Belgische en Nederlandse experten, 1962
- De sociaal-economische besturing van Nederland, samen met S. Miedema en C.J. Oort, 1963
- Economie in theorie en praktijk, 1964
- Op de top van de golf. Opstellen over ondernemerschap en economie, 1987

- Gemeinsame Normdatei: 118847554
- International Standard Name Identifier: 0000 0000 5615 9636
- Library of Congress Control Number: n81032303
- Nederlandse Thesaurus van Auteursnamen: 068275110
- Parlement.com: vg09llhkksy7
- Système universitaire de documentation: 086861468
- Virtual International Authority File: 79400891
- WorldCat: E39PBJgRVxBMtKQMpBMxh3vGpP